# کنسولگری جمهوری آذربایجان در تبریز
کنسول‌گری جمهوری آذربایجان در تبریز یک مکان دیپلماتیک و سیاسی در شهر تبریز که زیر نظر سفارت جمهوری آذربایجان در تهران به فعالیت می‌پردازد. کنسولگری جمهوری آذربایجان در خیابان عارف کوی ولی عصر واقع شده‌است.

## سرکنسول‌ها
- علی علی‌زاده

## وقایع
- برخی اقدامات کارمندان کنسولگری در مورد اخذ وجوه و مبالغ غیرقانونی و غیر متعارف برای ارائه روادید.[۳]
- طرح حمله به این کنسولگری و تسخیر آن و تحریک افکار عمومی توسط حجت الاسلام روح‌الله بجانی رئیس جمعیت انصار حزب‌الله در تبریز، که سخنان وی موجب جنجال بزرگی می‌گردد بطوریکه گروه‌های وابسته به دولت آذربایجان اعتراض‌های فراوان و عکس‌العمل گسترده‌ای نشان می‌دهند.[۴]
- تجمع مردم در سال ۱۳۸۹ مقابل کنسولگری و محکوم کردن ممنوعیت حجاب در آذربایجان.[۵]